# No Future for You
『No Future for You』は、『バフィー 〜恋する十字架〜』のコミック。4部で構成される。

## 解説
フェイスが主役となり、ジャイルズの依頼で悪のスレイヤーグループに対する潜入捜査を行うが、過去のトラウマなどからバフィーと戦うはめになる。

## 登場人物
- フェイス・レーヘン
バンパイア・スレイヤー。
- ルパート・ジャイルズ
ウォッチャー
- ロビン・ウッド
ウォッチャー。ニックネームは「校長」。
- バフィー・アン・サマーズ
バンパイア・スレイヤー。
- ザンダー・ハリス
バフィーの同僚。城の警備主任。
- ウィロー・ローゼンバーグ
魔女。バフィーの親友。
- ドーン・サマーズ
バフィーの妹。
- レネ
バンパイア・スレイヤー。内勤。城の警備を担当する。
- ロダン
悪のウォッチャー。フェイスを悪の道に勧誘する。
- ジジ
悪のスレイヤー。フェイスとは同性愛に近い関係になるが…。
- トワイライト
トワイライト・グループのリーダー。
- リチャード・ウィルキンズⅢ世
フェイスの師。元サニーデール市長。回想シーンで登場する。